# 魯卡斯石油體育場

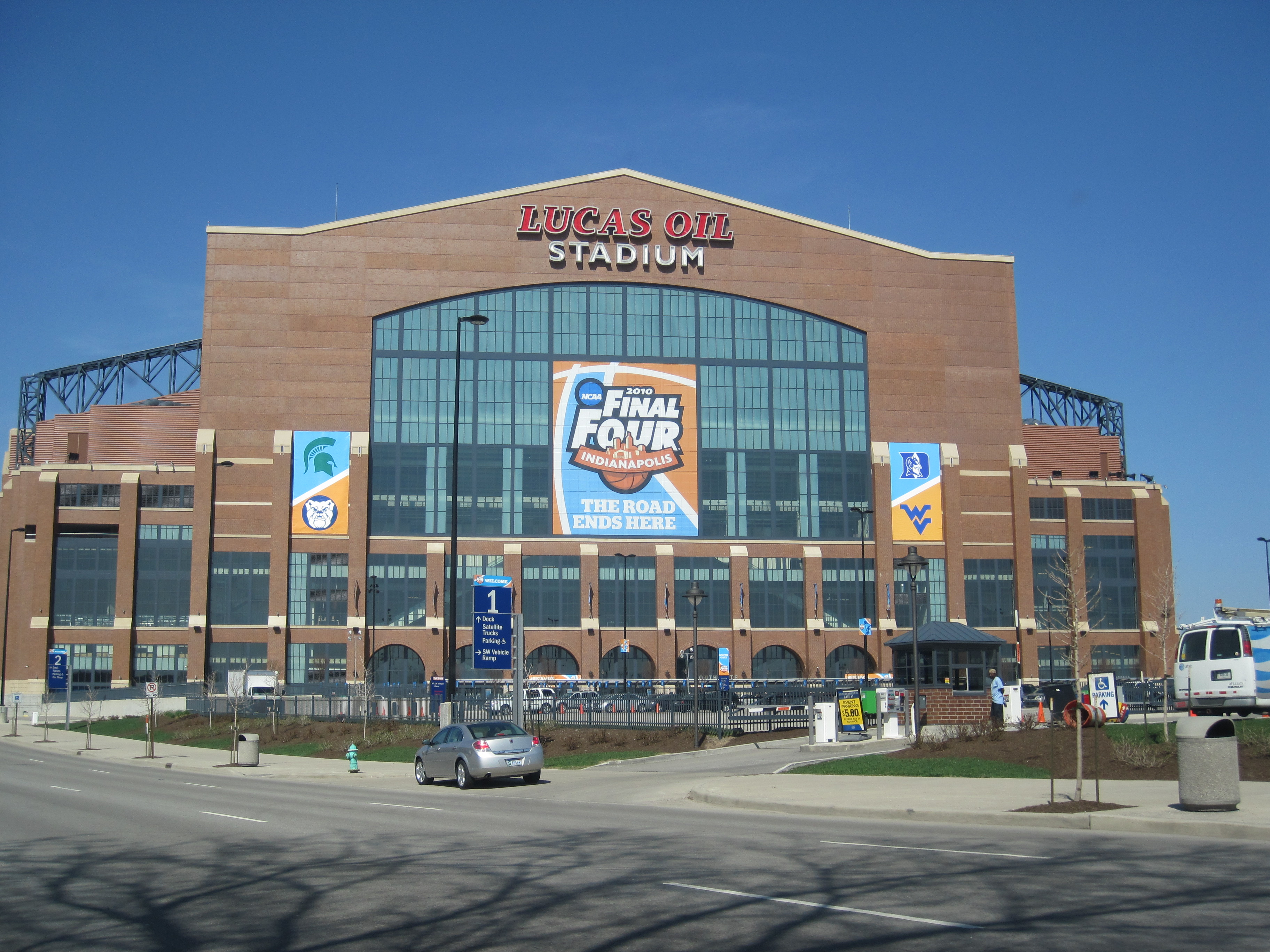
魯卡斯石油體育場

魯卡斯石油體育場（Lucas Oil Stadium）是一座安装有自动可伸缩顶棚的多功能体育场馆，館址位於美国印第安纳州州府印第安纳波利斯市中心，现為美國國家美式足球聯盟印第安纳波利斯小马的主場館。

## 历史
魯卡斯石油體育場於2005年动土，2008年正式完工 ，可以容納約70,000名觀眾。

## 花费
体育场馆于2005年九月20日动土兴建。一开始它被称作Indiana Stadium, 直到卢卡斯石油Lucas Oil买下冠名权后才被正式命名为卢卡斯石油体育场。体育场的总花费为7亿美元。其建造资金由印第安纳州和印第安纳波利斯市筹备.其中印第安纳波利斯小马球队提供了其中的1亿美元。另一部分的资金源自于印第安纳波利斯市所在的马里昂县 (印地安纳州)通过对于食品饮料，汽车租赁等的税率提高带来的额外税收。

## 外部連結
- 官方網站 （页面存档备份，存于）